# Distrito de Ostalb
El Distrito de Ostalb es un distrito rural (Landkreis) situado en el este del estado federal de Baden-Wurtemberg y el tercer distrito por superficie. Pertenece a la región de Ostwürttemberg. Los distritos vecinos son (empezando por el norte y en el sentido de las agujas del reloj), en el norte el Distrito de Schwäbisch Hall, en el este a los distritos bávaros de Ansbach y Donau-Ries, en el sur a Distrito de Heidenheim y Distrito de Göppingen y en el oeste al Distrito de Rems-Murr. La capital del distrito recae sobre la ciudad de Aalen.

## Geografía
El distrito de Ortenau tiene sobre todo parte en el este del Jura de Suabia y el Welzheimer Wald (Bosque de Welzheim). La elevación más alta es el Kalte Feld en el noreste del distrito con unos 781 m.
El Rems corre en el sur del distrito hacia oeste y desemboca cerca de Remseck am Neckar en el Neckar. En el este del distrtito corren otros dos afluyentes del Neckar: la Jagst y el Kocher. En el este extremo el distrito toca al Ries de Nördlingen.

## Demografía
El número de habitantes ha sido tomado del censo de población (¹) o datos de la oficina de estadística de Baden-Wurtemberg.
| Año                | N.º Habitantes |
| ------------------ | -------------- |
| 31. Diciembre 1973 | 274 804        |
| 31. Diciembre 1975 | 272 353        |
| 31. Diciembre 1980 | 275 793        |
| 31. Diciembre 1985 | 276 524        |
| 27. Mayo 1987 ¹    | 279 572        |

| Año                | N.º Habitantes |
| ------------------ | -------------- |
| 31. Diciembre 1990 | 294 146        |
| 31. Diciembre 1995 | 311 110        |
| 31. Diciembre 2000 | 314 198        |
| 31. Diciembre 2005 | 316 760        |
| 30. Junio 2006     | 316 159        |

## Ciudades y municipios
(Habitantes a 30 de junio de 2005)
| Ciudades 1. Aalen (66 937) 2. Bopfingen (12 522) 3. Ellwangen (Jagst) (25 207) 4. Heubach (10 112) 5. Lauchheim (4700) 6. Lorch (11 240) 7. Neresheim (8237) 8. Oberkochen (8155) 9. Schwäbisch Gmünd (61 170) Distritos administrativos Los "Distritos Administrativos" son dos (o más) municipios que unen sus administraciones (en España, algo así como "Mancomunidades") 1. Aalen 2. Bopfingen 3. Ellwangen 4. Kapfenburg 5. Leintal-Frickenhofer Höhe 6. Rosenstein 7. Schwäbisch Gmünd 8. Schwäbischer Wald 9. Tannhausen | Municipios 1. Abtsgmünd (7428) 2. Adelmannsfelden (1869) 3. Bartholomä (2195) 4. Böbingen an der Rems (4701) 5. Durlangen (2963) 6. Ellenberg (1738) 7. Eschach (1823) 8. Essingen (6450) 9. Göggingen (2479) 10. Gschwend (5041) 11. Heuchlingen (1869) 12. Hüttlingen (5681) 13. Iggingen (2587) 14. Jagstzell (2431) 15. Kirchheim am Ries (2015) 16. Leinzell (2213) 17. Mögglingen (4165) 18. Mutlangen (6394) 19. Neuler (3106) 20. Obergröningen (459) 21. Rainau (3268) 22. Riesbürg (2317) 23. Rosenberg (2650) 24. Ruppertshofen (1860) 25. Schechingen (2412) 26. Spraitbach (3531) 27. Stödtlen (2005) 28. Täferrot (1041) 29. Tannhausen (1838) 30. Unterschneidheim (4619) 31. Waldstetten (7249) 32. Westhausen (5905) 33. Wört (1435) |